# Сергиево-Посадский институт игрушки
Сергиево-Посадский институт игрушки, первоначально «Научно-экспериментальный институт игрушки», официально Открытое акционерное общество «Всероссийский научно-исследовательский институт изделий для детей» — научно-исследовательский институт, занимающийся разработкой типовых технологических процессов изготовления кукол и игрушек.
В советские годы институт разрабатывал образцы и технологии изготовления всех детских кукол.
Адрес: 141300, Московская область, г. Сергиев Посад, Московское шоссе, д. 42.

## История
Основан в 1932 году в Загорске (Сергиев Посад) Московской области, где издавна был развит игрушечный промысел и сохранились коллекции Музея игрушек.
В 1946 году по решению Совета Министров РСФСР стал Всероссийским институтом.
Приказом Министерства легкой промышленности СССР от 17 января 1966 г. он переименован во Всесоюзный научно-исследовательский институт игрушки (ВНИИИ).

## Сотрудники
Здесь работали художники, технологи, психологи, медики, педагоги, методисты.

## Продукция
В 1957 году Всесоюзный научно-исследовательский институт игрушки разработал несколько моделей неваляшек для выпуска на Тамбовском пороховом заводе.